# Rutilismo

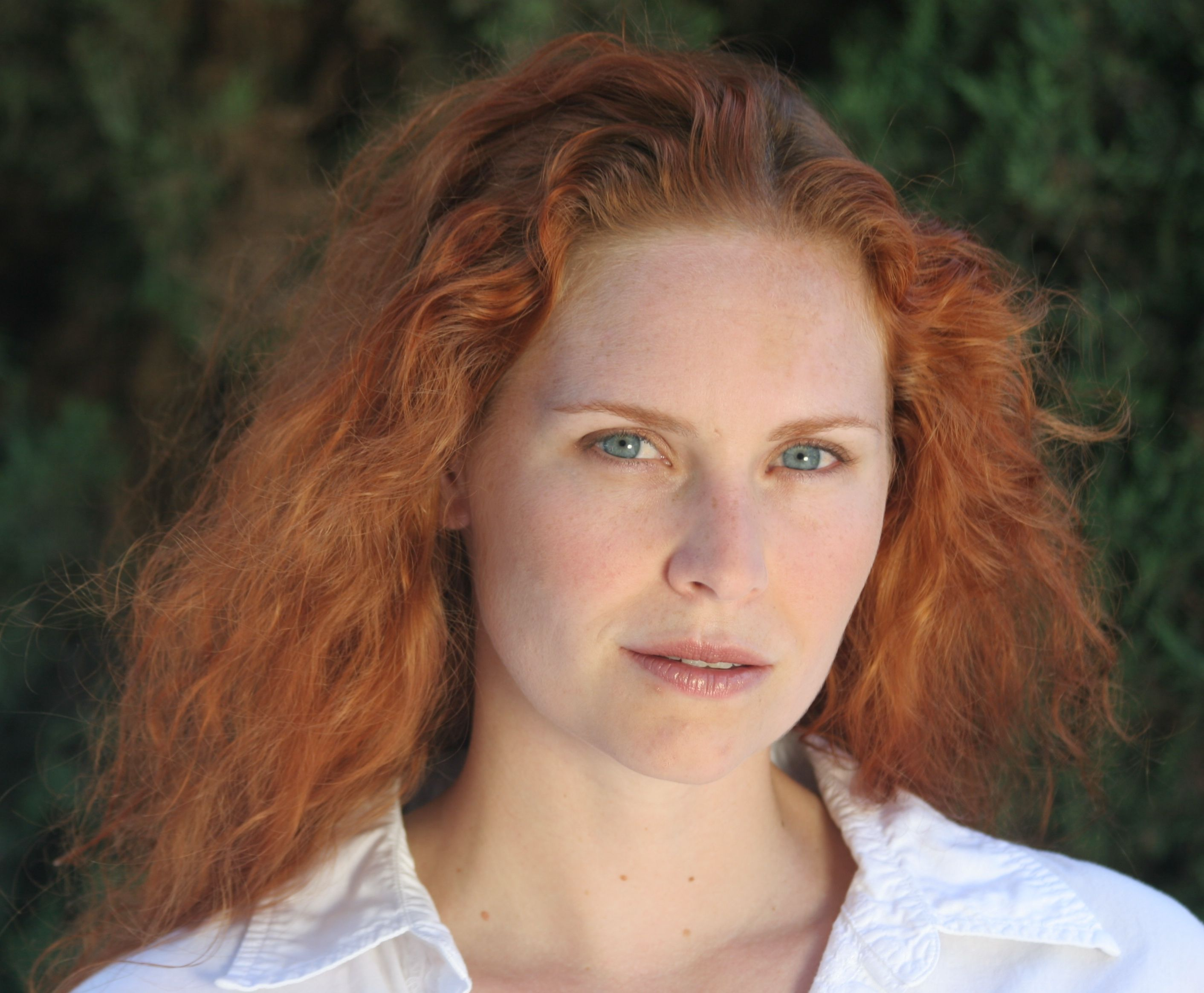
Donna rossa con un accenno di lentiggini

I capelli rossi o rutilismo o eritrismo o isabellismo è la caratteristica delle persone che hanno capelli ramati, biondo ramato o castano ramato. Questa caratteristica è occasionale nelle popolazioni caucasiche e si crede relazionata con una pigmentazione più chiara e la presenza di lentiggini; tuttavia non sembra esserci correlazione con alcuna particolare pigmentazione oculare (anche se alcuni la mettono in relazione con il colore blu) o a un determinato sesso. Il rutilismo sembra trasmettersi come carattere recessivo monomero davanti a qualunque altro colore di capelli, però questo modello non risulta soddisfacente in molte genealogie.

## Storia

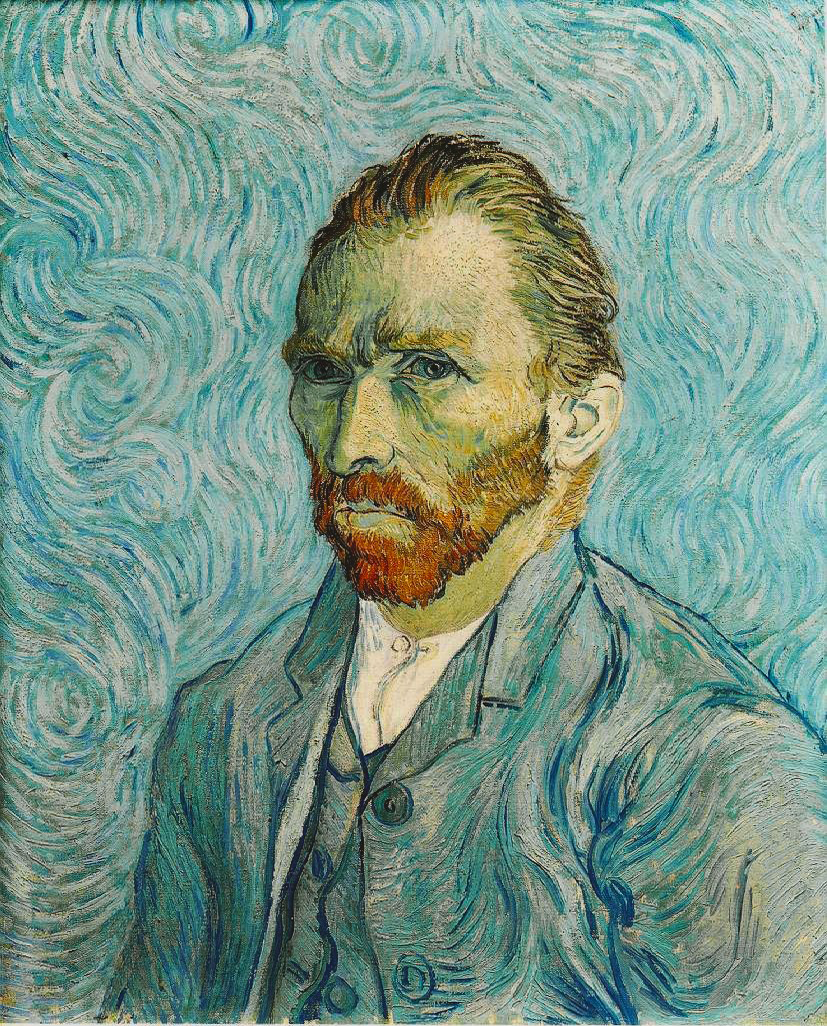
Vincent Van Gogh

Nell'antico Egitto si consideravano i rossi come discendenti di Seth e si attribuiva loro una maggiore ferocia. Il faraone Ramses II aveva i capelli rossi da giovane; da anziano li tingeva dello stesso colore, come visibile nella sua mummia. Gli unici personaggi biblici di cui si ha testimonianza scritta ad avere i capelli rossi sono Esaù (Genesi 25,25), forse per ciò soprannominato Edom, e Re Davide (1 Samuele 16,12).
Secondo alcune ipotesi non ufficiali, nelle leggende lo stesso Ulisse avrebbe posseduto tale colore di capelli. Prova ne sarebbe il fatto che il suo nome greco Odysséus (Ὀδυσσεύς) deriverebbe dal verbo *odýssomai (*ὀδύσσομαι, "essere adirato"), in quanto si pensava in antichità che le persone dai capelli rossi fossero facilmente irascibili.
L'imperatore Nerone era rosso di capelli e barba; il nome della sua famiglia paterna, gli Enobarbi, significa appunto "barba di bronzo". Altri personaggi storici che possedevano tale caratteristica furono Erik il Rosso, condottiero e navigatore norreno; l'imperatore Federico I di Hohenstaufen detto per l'appunto Barbarossa; Antonio Vivaldi, che aveva una folta chioma di capelli ricci, lunghi e rossi, tanto da essere soprannominato il “Prete Rosso”; Vincent van Gogh, famoso pittore olandese.

## Frequenza dei capelli rossi

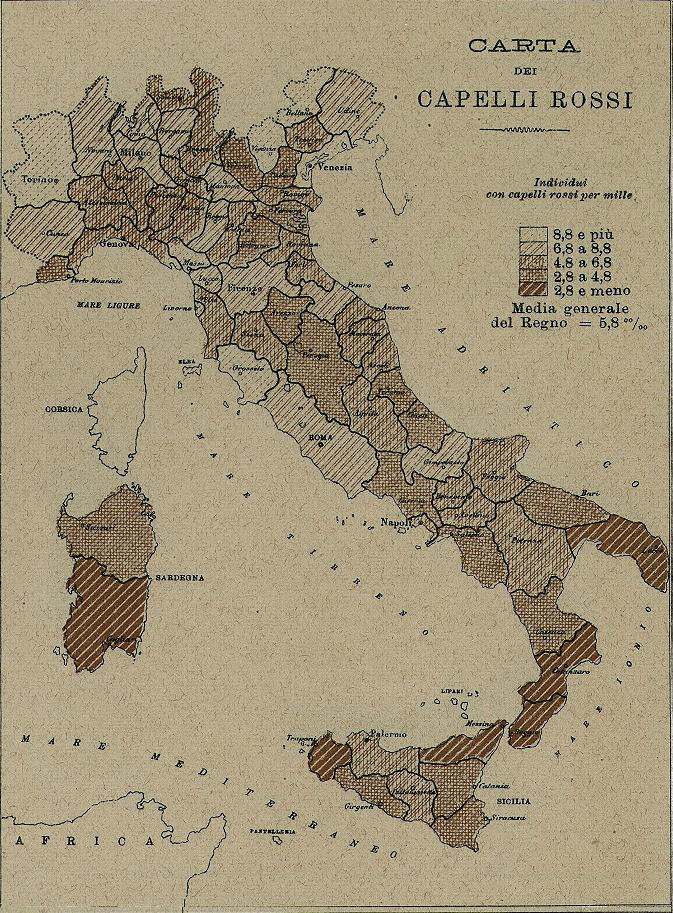
Quantità di persone ogni mille con capelli rossi nelle province del Regno d'Italia (secondo Ridolfo Livi)

Il capello rosso compare in singoli casi in diverse popolazioni della terra. Esso è però più diffuso in Europa, dove le percentuali possono raggiungere valori relativamente elevati (Italia 0,58%, Svizzera 0,5%÷1,5%, Baviera 3%, Scozia 10%, Svezia 2,3%).
Nell'insieme si nota una maggior frequenza nei paesi dell'Europa nord-occidentale, specialmente nelle Isole Britanniche: poiché il rutilismo sembra dominante rispetto al biondo e recessivo rispetto al bruno, si è inoltre pensato che la maggior frequenza del capello rosso nell'Europa in genere, e nelle regioni settentrionali in particolare, fosse da attribuire al fatto che in queste zone è relativamente diffuso il biondismo.
Vi sono però dei fatti che contrastano con questa interpretazione: gli Scozzesi ad esempio sono decisamente più bruni degli Svedesi e presentano tuttavia un'alta frequenza di rutilismo (che nelle popolazioni delle zone montuose della Scozia raggiunge anche il 7÷11%. Nel cantone svizzero di Sciaffusa, dove quasi il 70% della popolazione è bionda, il rutilismo compare con frequenza dell'1%). In tutte le province dei Paesi Bassi è stata trovata un'ugual frequenza di capello rosso (2,5%), indipendentemente dal fatto che la maggioranza della popolazione locale fosse bionda o bruna.
In altre specie di mammiferi è possibile trovare anche individui con pelame rosso, come nei primati, nel panda rosso, nei gatti e nei cani.

## Biochimica dei capelli rossi
Si dovrebbe tenere in considerazione che la colorazione del capello può variare nel corso della vita ed è anche collegata all'esposizione al sole. Nel 1997 si scoprì la sua biochimica e pare che si associ al recettore di melanocortina e feomelanina e il colore rossastro sarebbe associato con componenti di ferro. Tutti i rossi presentano varianti nella regione MC1R nel cromosoma 16, motivo per cui le persone con capelli colore rosso sono associate al colore chiaro della pelle per la bassa concentrazione di eumelanina in tutto il corpo. La bassa concentrazione di melanina nella pelle conferisce ad ogni modo una sufficiente concentrazione dell'importante vitamina D che può essere prodotta anche in condizioni di poca luce solare al giorno. Ad ogni modo, quando le radiazioni UV sono eccessive (ad esempio nelle regioni vicine all'equatore) la mancanza di melanina porta ad alcuni svantaggi medici, come ad esempio il fatto di alzare il rischio di cancro alla pelle.
Il gene recessivo MC1R nelle persone coi capelli rossi associa anche il fenomeno delle lentiggini che si presenta preponderante in particolare in Scozia ed in Irlanda.
Il cambiamento del gene MC1R può provenire da entrambi i cromosomi ed è così facile che chi nasce da entrambi i genitori coi capelli rossi abbia anch'egli i capelli rossi, anche se il gene è recessivo a livello ereditario. Possono essere portatori del gene anche persone che non manifestano il colore rosso dei capelli.
Negli altri primati il fenomeno del rutilismo segue altri percorsi.

### Evoluzione

#### Origini
I capelli rossi sono il colore naturale più raro per gli umani. Come abbiamo visto la caratteristica della pelle chiara associata ai capelli rossi ad abbronzarsi meno, è correlata alla diffusione prevalentemente nei paesi dell'estremo nord dove la luce solare è scarsa. Studi di Bodmer e Cavalli-Sforza (1976) hanno ipotizzato che la pelle chiara aiutasse a prevenire il rachitismo nei climi freddi incoraggiando l'innalzamento del livello di produzione di vitamina D.
Si stima che il gene dei capelli rossi si sia definito tra 20.000 e 100.000 anni fa.
Studi sul DNA hanno comprovato che anche alcuni uomini di Neanderthal già possedevano i geni che causano i capelli rossi.

#### Rischio di estinzione
Un rapporto del 2007 nel The Courier-Mail, citato nel National Geographic magazine, ha riportato che in futuro i capelli rossi sono destinati ad estinguersi, pur precisando che "entra in declino il colore, ma il potenziale genetico rimane in circolazione".

## Implicazioni mediche del genere dei capelli rossi

### Melanoma
La melanina nella pelle aumenta la tolleranza della pelle all'azione dei raggi UV, e le persone con la pelle chiara e i capelli rossi possono più facilmente subire danni da scottature dovuti alla minor presenza di melanina.
A tal proposito è stato notato come tra le persone coi capelli rossi e quindi la pelle chiara, sia più alto il rischio di sviluppo di cancro della pelle.

### Tolleranza ai cambiamenti termici e al dolore
Due studi hanno dimostrato come le persone coi capelli rossi siano maggiormente sensibili ai cambiamenti termici a differenza delle persone con capelli di colori diversi. Il primo studio ha dimostrato che la maggior sensibilità ai cambiamenti termici è associata al naturale basso livello di vitamina K).
I ricercatori hanno inoltre rilevato come le persone che hanno i capelli rossi abbiano bisogno di dosi superiori di anestetici e analgesici. Altri studi hanno invece evidenziato come le donne coi capelli rossi abbiano una sopportazione del dolore superiore rispetto agli uomini coi capelli rossi.
Queste relazioni inaspettate collegate al colore del capello rosso sono da ricercare anche nella mutazione di un ormone recettore: l'ormone stimolatore di melanociti (MSH) e le endorfine. I melanociti, le cellule che producono il pigmento della pelle e dei capelli, usano l'MC1R che in questi soggetti è mutato, per riconoscere e rispondere al MSH dalla ghiandola pituitaria anteriore.
Non vi è invece evidenza scientifica che provi la credenza comune secondo la quale le persone coi capelli rossi hanno una possibilità maggiore di tendere ad avere emorragie o sanguinare abbondantemente in caso di ferite. È stata invece rilevata la tendenza a subire più scottature da esposizione solare rispetto al resto della popolazione a causa della minore presenza di melanina nella cute.

## Capelli rossi di origine patologica
Gran parte dei capelli rossi è causato dalla mutazione naturale e quindi non patologica del gene MC1R. In casi rari la colorazione rossa dei capelli può essere associata a disturbi o disordini genetici:
- In caso di grave malnutrizione, i capelli normalmente scuri possono divenire rossi o biondi. La condizione particolare, parte di una sindrome nota come kwashiorkor, è segno di mancanza di cibo critica causata in particolare dalla mancanza di proteine, ed è comune durante i periodi di carestia[senza fonte].
- Una varietà di albinismo (Tipo 3, conosciuta anche come albinismo rufo), visibile in alcuni africani ed abitanti della Nuova Guinea, che porta al colore della pelle e dei capelli di rosso.[24]
- Mancanza di pro-opiomelanocortina.[24][25]

## Rutilismo ed eritrismo
In antropologia fisica si usa talvolta, invece di "rutilismo", il termine "eritrismo", che indica più correttamente un'anomalia di tolleranza delle sostanze alcoliche, noto anche come "isabellismo".

## Cultura
Nelle varie epoche e culture, i capelli rossi sono stati lodati, temuti o ridicolizzati.

### Credenze sul temperamento caratteriale
Una credenza comune sui capelli rossi ritiene che essi siano un segno di temperamento fiero ed implacabili nella parola. In Anna dai capelli rossi, l'autrice dice del personaggio principale, Anne Shirley, che ha appunto i capelli rossi, che "il suo temperamento richiamava i suoi capelli", mentre ne Il giovane Holden, Holden Caulfield riporta che "le persone coi capelli rossi diventano pazze molto facilmente, ma Allie (il suo fratello defunto) non lo divenne mai, eppure aveva i capelli molto rossi."
Durante i primi passi della moderna medicina, i capelli rossi erano visti come segno di un temperamento sanguigno. Nella pratica medica indiana dell'Ayurveda, sono indicati con un temperamento Pitta.
Altra credenza è che le persone coi capelli rossi abbiano una forte tendenza al sesso fisico; ad esempio, Jonathan Swift ridicolizza gli stereotipi sui capelli rossi nella quarta parte de I viaggi di Gulliver, "Viaggio nel paese degli Houyhnhnmi," quando egli scrive che: "Si è osservato che le persone coi capelli rossi di entrambi i sessi siano più libidinosi e voluttuosi degli altri, ove eccedono in resistenza ed attività." Altre credenze hanno tentato di avere valenza scientifica con gli studi ottocenteschi di Cesare Lombroso e Guglielmo Ferrero. I due studiosi italiani conclusero che i capelli rossi si associavano ai criminali che commettevano crimini a sfondo sessuale e che il 48% di essi erano donne.
Nella novella e nel film Red-Headed Woman, la protagonista che ha i capelli rossi, è una donna sessualmente aggressiva e spesso con un temperamento violento.

### Moda e arte

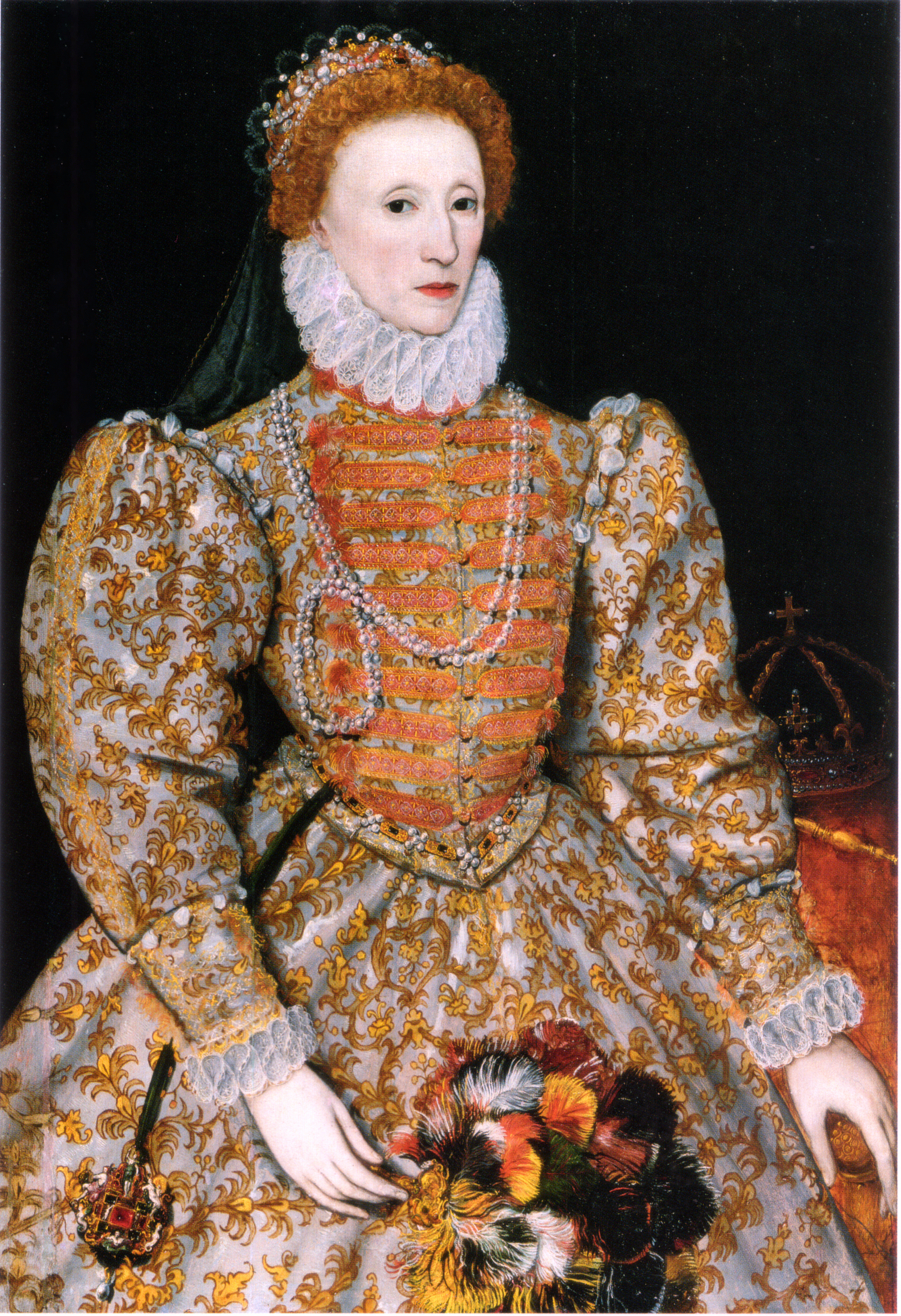
Elisabetta I d'Inghilterra in un ritratto anonimo, attribuito a Federico Zuccari (1575).

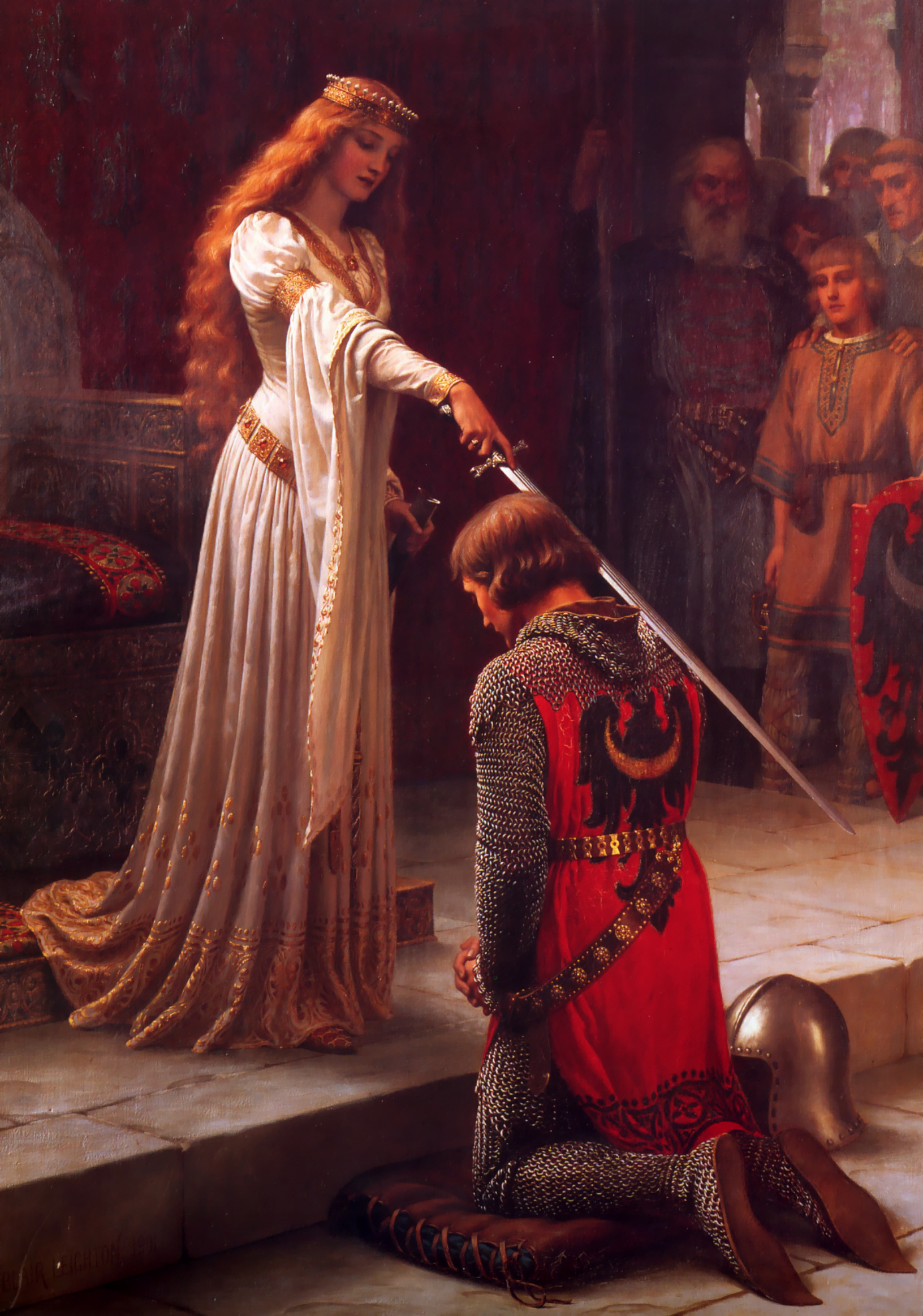
L'accolito di Edmund Blair Leighton

La regina Elisabetta I d'Inghilterra aveva i capelli rossi, e durante l'era elisabettiana in Inghilterra, i capelli rossi divennero molto di moda presso le donne.

A volte i capelli rossi tendono a scurirsi con l'invecchiare della persona, divenendo più castani e perdendo la loro originaria vividezza di colore. Questo fatto porta quindi ad associare il colore rosso alla giovinezza, una qualità generalmente considerata apprezzabile. In molti paesi come India, Iran, Bangladesh e Pakistan, l'hennè e lo zafferano sono utilizzati per conferire ai capelli un colore rosso chiaro.

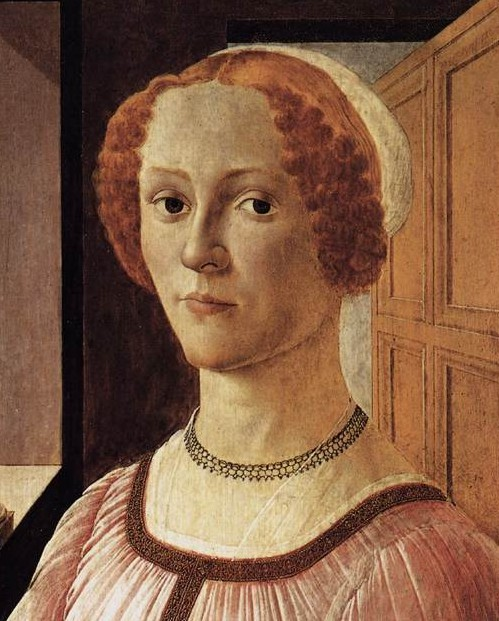
Ritratto di donna, circa 1470-1475, ad opera di Sandro Botticelli

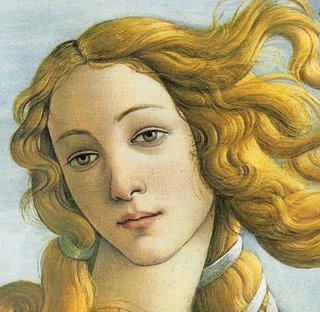
Per accentuare la bellezza di Venere Sandro Botticelli la dipinse con i capelli biondo ramato

Molti pittori hanno mostrato grande predilezione per i capelli rossi. Il colore rosso Tiziano si riferisce non a caso all'uso frequente di questa pigmentazione proprio nella rappresentazione dei capelli (in particolare di donne) da parte del pittore italiano Tiziano. Sandro Botticelli utilizzò il colore nel suo famoso dipinto La nascita di Venere rappresentando appunto la dea classica Venere con i capelli biondo ramato. Altri pittori noti per l'uso di soggetti coi capelli rossi furono i preraffaelliti, Edmund Leighton, Amedeo Modigliani, e Gustav Klimt.
La storia di Sir Arthur Conan Doyle dal titolo The Red-Headed League coinvolge un uomo che fa domanda per essere ammesso in un misterioso gruppo di persone coi capelli rossi. Il film del 1943 dal titolo DuBarry Was a Lady mostra l'attrice Lucille Ball e l'attore Red Skelton, entrambi rossi di capelli, in Technicolor.

### Pregiudizi e discriminazioni sui rossi

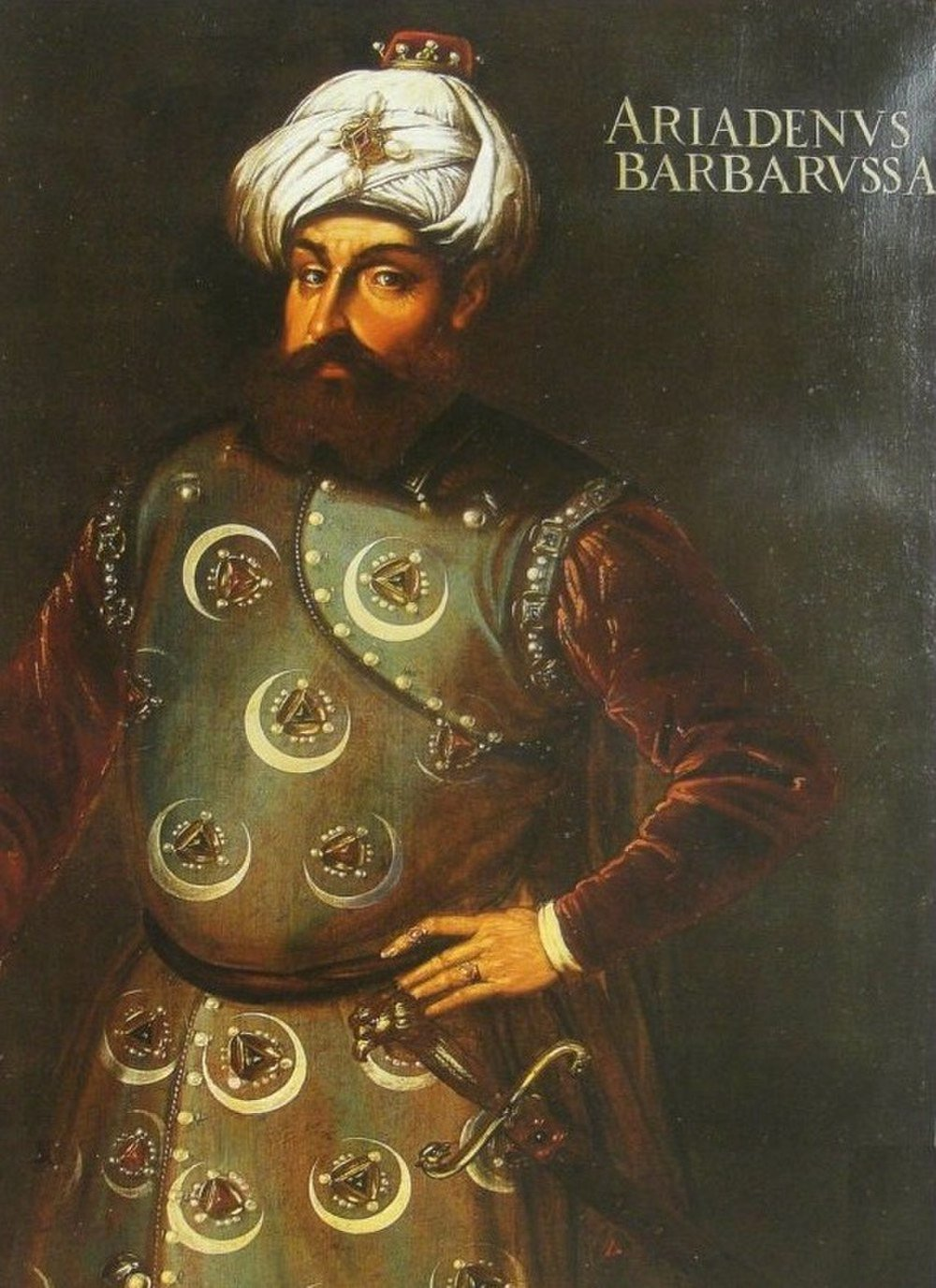
Barbarossa, ammiraglio ottomano

I capelli rossi, nel medioevo, erano sinonimo di desiderio sessuale bestiale e degenerazione morale. Un selvaggio coi capelli rossi è rappresentato anche in una favola dei fratelli Grimm (Der Eisenhans) come lo spirito della foresta di ferro. Theophilus Presbyter descrive come il sangue dei giovani coi capelli rossi sia necessario per creare oro dal rame, in una mistura con cenere di basilisco.
Montague Summers, nella sua traduzione del Malleus Maleficarum, annota che nel medioevo avere i capelli rossi era segno dell'essere una strega, un lupo mannaro o un vampiro;

### Il rutilismo nella narrativa
- La novella di Giovanni Verga Rosso Malpelo parla di un ragazzo che lavora in miniera e viene discriminato per i pregiudizi popolari verso i suoi capelli rossi.

- O. Henry scrisse una novella, Il riscatto di Capo Rosso, il cui protagonista è un bambino rosso tanto tremendo da venire rilasciato dai suoi rapitori.

- Pel di carota è un'opera di Jules Renard che descrive attraverso racconti brevi le vicende e la vita interiore di un bambino fulvo.

- Le protagoniste dei romanzi di Liala Sotto le stelle e Il tempo dell'aurora sono due sorelle gemelle coi capelli rossi.